# 七月隆文
七月隆文 （日语：／ Nanatsuki Nakafumi */?，1976年8月26日—）是日本的小說家，大阪府出身，毕业于京都精華大学美术部。2015年，以作品《明天，我要和昨天的妳約會》获得第三届京都图书奖。

## 生平
据本人表示，小时候的他是个不听大人的话的孩子，常常在读完小说后模仿其中的情节，在初中一年级时便立下成为小说家的志向。中学期间一直以成为插画家和作家为目标进行创作。从京都精華大学美术部毕业后，他加入了赤堀悟的SATZ，并向各种大赛投稿。2001年，他在游戏《心跳回忆2》小说化的比赛中取得优胜，首次登上商业杂志。也是在这一年，他开始得到花田十辉的帮助，在次年发表了《心跳回忆3 ～在约会的地方～》的小说版，并在2003年发表了原创作品《Astral》。最初，他以今田隆文（いまだ たかふみ）的笔名创作，2004年7月开始改用现在的笔名。2011年由一迅社出版《我被綁架到貴族女校當「庶民樣本」》，並於2015年10月至12月播放12集電視動畫。2014年8月出版的《明天，我要和昨天的妳約會》销量达到了150万册，获得了第三届京都图书奖。他表示，《亞爾斯蘭戰記》和《不吉波普不笑》对他影响很大。